# Nequeteje
Nequeteje es una localidad de México localizada en el municipio de Ixmiquilpan en el estado de Hidalgo.

## Geografía
Se encuentra en la región geográfica del Valle del Mezquital. A la localidad le corresponden las coordenadas geográficas 20° 31’ 57.745” de latitud norte y 99° 12’ 50.697” de longitud oeste, con una altitud de 1740 m s. n. m. Cuenta con un clima semiseco templado.
En cuanto a fisiografía se encuentra en la provincia del Eje Neovolcánico, dentro de la subprovincia de Llanuras y Sierras de Querétaro e Hidalgo; su terreno es de lomerío. En lo que respecta a la hidrografía se encuentra posicionado en la región del Pánuco, dentro de la cuenca del río Moctezuma, y en las subcuenca del río Actopan.

## Demografía
En 2020 registró una población de 564 personas, lo que corresponde al 0.57 % de la población municipal. De los cuales 263 son hombres y 301 son mujeres.
| Gráfica de evolución demográfica de Nequeteje entre 1900 y 2020 |
|                                                                 |
| Población registrada por los censos y conteos del INEGI.        |